# Paisaje del Noroeste Mexicano
Paisaje del Noroeste Mexicano es un mural realizado por el fallecido artista Roberto Peña Dessens que se encuentra en el Departamento de Letras y Lingüística de la Universidad de Sonora, antes Escuela de Altos Estudios. Pertenece a una de las tres obras que el artista realizó en dicha institución. 

## Historia
Fue inaugurado el 18 de noviembre de 1983  a través del rector de en ese entonces, Manuel Rivera Zamudio. Se encuentra ubicada en un muro interior, que lo protege de los cambios climáticos y en la entrada de la facultad, lo que permite la vista de los estudiantes y maestros. Elaborado bajo la técnica mixta al seco, el artista, Peña Dessens, incluyó materiales industrializados en combinación con pigmentos naturales para lograr una mayor duración del trabajo muralístico. Fue remozado diez años después, por el pintor Carlos Ríos Villegas.

## Descripción
En la cosmogonía del mural se pueden interpretar una relación con los cuatro elementos ( tierra, agua, aire y fuego) que a su vez remiten al origen de la creación. Los mitos a los que alude el mural se encuentran también relacionados con la naturaleza; por un lado, se puede observar en el ángulo superior izquierdo del mural, un Sol estallando y alumbrando a la mujer-tierra, que se representa con una figura de un seno cuyo cuerpo y cabeza se disluyen fusionándose con la naturaleza.